# Kürthy András
Kürthy András (Budapest, 1953. május 17. –) Ruzitska József-díjas magyar operarendező, producer, szerkesztő. Tanulmányai elvégzése után több világhírű darab, opera és musical rendezője.

## Élete
1985-től 1992-ig a Magyar Állami Operaház tagja volt, először színpadi asszisztensként, majd dramaturgként. Kürthy az Eötvös Loránd Tudományegyetemen végzett, színművészeti és zenei tanulmányait Budapesten, Rómában és Milánóban folytatta. 1989-ben ösztöndíjat nyert a milánói Teatro alla Scalara, ami döntő hatással volt karrierjére. 1991 és 2001 között a Kolozsvári Állami Magyar Opera állandó vendégigazgatója volt, több gálaest és előadás rendezője volt.
Tevékenységért 2001-ben elnyerte a Ruzitska József-díjat. 1991 és 2003 között a Rudas Theatrical Organization tagjaként az Amerikai Egyesült Államokban rendezett több operaestet, többek közt a világhírű három tenornak. Színpadi rendezőként vett részt a Turandot című libretta pekingi előadásán, míg Kínában többször mesterkurzuson vett részt.
1995-től Budapesten saját produkcióit rendezte, míg fiatal tehetségek számára zenei fesztiválokat szervezett. 2011-ben kéthetes rádiós sorozatot indított az Operában, 2012-ben pedig a Kolozsvári Állami Magyar Operában pedig Donizetti L'elisir d'amore című operáját rendezte és mutatta be. 2013-ban Verdi Aida című operáját két alkalommal rendezte, először áprilisban Jászvásárban, Romániában, másodszor júniusban Szombathelyen.
2014-ben az Romanian Opera Craiovában Kálmán Imre Csárdáskirálynő című darabját rendezte. A következő évben sikeresen visszatért a Craiovába a L'elisir d'amore új verziójával. 2016-ban Kolozsvárott a Román Nemzeti Operaházban Vincenzo Bellini I puritani című darabjának premierjét rendezte. 2023-ban a kolozsvári Ábel Kiadónál jelent meg Nánó Csaba Kürthy András, a rendező. Visszatekintések és beszélgetések életről és operáról címmel életmű-interjúkötete. 2024-ben a Kolozsvári Magyar Operában Giacomo Puccini Manon Lescaut című darabját rendezte.

## Pályájának fontosabb állomásai
- 1984:		Zenetörténeti ösztöndíjjal a Casa Ricordi és Liszt Ferenc kapcsolatait kutatja Itáliában
- 1985-1992:	A Magyar Állami Operaház tagja
- 1987-1988:	Ösztöndíj a milánói Teatro alla Scalában: együttműködés Michael Bogdanov, Michael Hampe, Roberto De Simone, és Luca Ronconi rendezőkkel, Karl-Heinz Stockhausen zeneszerzővel a Teatro alla Scala és a Teatro Romolo Valli (Reggio Emilia) produkcióiban
- 1990-2001:	Rendszeres együttműködés a Kolozsvári Állami Magyar Opera társulatával
- 1991-2003:	Együttműködés a Rudas Theatrical Organizationnal (California, USA) (Luciano Pavarotti, 3 Tenors, 3 Sopranos stb.)
- 1992-:	Tudományok és Művészetek Európai Akadémiájának   (Salzburg - Wien) tagja[20]
- 1993:		Vendégszereplés a Soproni Ünnepi Heteken. Verdi: Simon Boccanegra
- 1994:		Az "ENCORE - The 3 Tenors" – koncert (Los Angeles)  (Carreras, Domingo, Pavarotti - Mehta) egyik szervezője (Los Angeles)
- 1995:		Az 5. Luciano Pavarotti Nemzetközi Énekverseny szervezője, Philadelphia-Budapest (A Közép-európai Válogató igazgatója és zsűrielnöke)
- 1996:		A "The 3 Tenors in Concert 1996/97" egyik szervezője
- 1996:		Opera Viva-produkciók a Budapest Hilton Dominikánus Udvarban
- 1997:		Opera Viva Fesztivál a Budapest Hilton Dominikánus Udvarban
- 1997: 	A “The 3 Sopranos” koncertturné egyik szervezője (Európa - USA)
- 1998:		Opera Viva Fesztivál ’98. A Kolozsvári Állami Magyar Opera vendégszereplése a Thália Színházban
- 1998:		A “The 3 Sopranos” koncertturné egyik szervezője (Európa)
- 1999:		A “The 3 Tenors in Tokyo” - koncert egyik szervezője
- 1999:		Vendégszereplés a Gyulai Várfesztiválon : Verdi: Nabucco
- 2000:		A “The 3 Sopranos” koncertturnéjának egyik szervezője
- 2000:		„Ruzitska József”-díj, Kolozsvár
- 2001:		Vendégszereplés a „Bartók – Verdi”–fesztiválon, Miskolc, Nemzeti Színház. Giuseppe Verdi: Simon Boccanegra (A Kolozsvári Magyar Operával)
- 2003:		Ciao, Moszkva!  Pavarotti Moszkvában
- 2006 - :	Mesterkurzusok, Peking (Verdi: Aida, Puccini: La bohéme, Bellini: I puritani). Opera Viva  Stúdió -  Énekművész- és operaénekes-képzés
- 2010-2012:	Rendezői példány.  Operatörténeti sorozat a Magyar Katolikus Rádióban
- 2010:		Operapódium.  A Kogart és a Magyar Katolikus Rádió sorozata.[21] Házigazda - szerkesztő
- 2013: 	„Az opera értéke” – a Iasi Opera Nationala Romana kitüntetése
- 2014:         Előadások a Kájoni Szabadegyetemen az operáról
- 2017:         "A legjobb rendező" - (Bukarest) az I puritani - produkcióért
- 2018:         Operaműhely a III. Házy Erzsébet Énekverseny győztesei számára (Kehidakustány)

## Rendezései
- Puccini: Manon Lescaut (Kolozsvári Magyar Opera, 2023)
- Bellini: I puritani (Opera Nationala Romana, 2016, Kolozsvár)·
- Bellini: La sonnambula (II. Virginia Zeani Fesztivál, Marosvásárhely, 2018)
- Donizetti: L'elisir d'amore (Budapest, Dominikánus Udvar, 1996, 1997; Kolozsvári Magyar Opera, 2012; Craiova, 2014)[22][23][24]
- Galuppi: Il caffé di campagna  (Gödöllői Királyi Kastély, Barokk Színház, 2011)[25]
- Haydn: Il mondo della luna (Gödöllői Királyi Kastély, Barokk Színház, 2011)[26]
- Kálmán Imre: Csárdáskirálynő (Opera Romana Craiova, 2016)
- Lehár: A víg özvegy (Esztergomi Várszínház, 1994)
- Mozart: Der Schauspieldirektor (Kuwait City, Kuwait, 1993 - Budapest, 1995, Fót, Károlyi Kastély, 2003)
- Mozart: Don Giovanni (Budapesti Olasz Kultúrintézet, Budapest, 2005, Gödöllői Királyi Kastély, Barokk Színház, 2007)
- Mozart: Le nozze di Figaro (Gödöllői Királyi Kastély, Barokk Színház, 2007)
- Mozart: Cosi fan tutte (Gödöllői Királyi Kastély, Barokk Színház, 2009)
- Operaműhely - mesteriskola  fiatal  operaénekeseknek  (Kolozsvár, Állami Magyar Opera 2012; Peking 2011-12; Kehidakustány 2018)[27]
- Pergolesi: La serva padrona (Kuwait City, Kuwait, 1993 - Magyar Televízió, Budapest, 1995)
- Puccini: Turandot. Peking, 2001-2002
- Rossini: La cenerentola (Gödöllői Királyi Kastély, Barokk Színház, 2010)
- Venczel: Mátyás a vérpadon (rockopera) (ősbemutató, Kolozsvár, 1996)
- Verdi: Aida (Budapesti Kongresszusi Központ, 1993, Iasi Opera Nationala Romana,[28][29][30][31] 2013, Iseumi Játékok, Szombathely, 2013[32])
- Verdi: Simon Boccanegra (Kolozsvár, 1992 - Soproni Ünnepi Hetek, Fertőrákos, 1993, Bartók-Verdi Fesztivál, Miskolc, 2001)
- Verdi: Il trovatore (Budapest, Margitszigeti Szabadtéri Színpad, 1992)
- Verdi: Macbeth (Kolozsvár, Magyar Opera, 1994 - Budapest, Thália Színház, 1998)
- Verdi: Nabucco (Kolozsvár, Állami Magyar Opera, 1999 - Gyulai Nyári Játékok, 2000)
- Viva Verdi!	(Kolozsvár, Állami Magyar Opera, 2001)
- Verdi: La traviata (I. Virginia Zeani Fesztivál, Marosvásárhely, 2017)
- "Vissi d’arte"	Évadzáró gála Kirkósa Júlia tiszteletére  (Kolozsvár, Állami Magyar Opera, 2011)
- "Emlékszel még"	Gálaest Marton Melinda tiszteletére (Kolozsvár, Állami Magyar Opera, 2018)

## Zsüritag volt az alábbi énekversenyeken
- "Francisco Vinas", Barcelona
- "Bel canto", Antwerpen
- "Toti dal Monte", Treviso
- "Katia Ricciarelli", Mantova
- "Placido Domingo", Bécs–Párizs
- "Luciano Pavarotti", Budapest–Philadelphia
- "Lucia Popp", Pozsony
- "Emmy Destinn", České Budějovice
- "Elena Teodorini", Craiova
- "Virginia Zeani", Marosvásárhely
- "Házy Erzsébet", Érsekújvár
- "Alexandru Fărcaș”, Kolozsvár

## Fotókiállítások
- La mia Venezia. Kájoni János Ferences Ház, Budapest (2003)
- Umbria, terra di San Francesco. Kájoni János Ferences Ház, Budapest (2003)
- Venezia, paesaggio dell’anima. Istituto Italiano, Budapest (2004)
- Umbria és Velence. Veszprém, Művelődési Központ (2004)
- Velence arcai.  Solymár, Apáczai Csere János Művelődési Központ (2004)
- Olasz pillanatok. Kájoni János Ferences Ház, Budapest (2013)
- Barcelona. Kájoni János Ferences Ház, Budapest (2015)

## Publikációk
- A 175 éves  Ricordi Zeneműkiadó történetéhez. In: Magyar Könyvszemle, 1983 / IV.
- Anna Bolena. Magyar Állami Operaház, 1987
- Verdi: Nabucco. Magyar Állami Operaház, 1987
- L' histoirte du rapport de Liszt et de la Casa Ricordi refletée par leur correspondance. In:  Studia Musicologica 29. 1988
- A Pavarotti-verseny elődöntőjéről. In: Operaélet, 1991. október
- A kolozsvári Simon Boccanegra Fertőrákoson. In: Operaélet, 1993. május-június
- Verdi:  Nabucco. Állami Magyar Opera, Kolozsvár, 1999
- Quando Liszt parlo italiano / Amikor Liszt Ferenc olaszul beszélt. In: Italia & Italy , 2003. luglio-agosto, pp. 22–24
- Venezia, paesaggio dell’anima / Velence, a lélek városa. In: Italia & Italy, 2004. gennaio-febbraio
- Hosszú út az éjszakából.  Emlékezés Dávid Attilára. In: Dávid Attila Emlékkönyv, 2005, pp. 8–12.
- A  100 éves Szent István Bazilika. Fotóalbum. Budapest, 2005
- Mikó András. In: Nabucco. (műsorfüzet) Magyar Állami Operaház, 2006
- Pituk József művészete. Könyvbemutató. Litea, 2006
- Előhang. In: Dehel Gábor: Marton Melinda. Korunk, Kolozsvár, 2008, pp 4–9.
- San Giorgio Maggiore. In: Élet és Tudomány, 2009. augusztus 21.
- Gubbio. In: Élet és Tudomány, 2010. augusztus 20.
- Emlékcserepek  Kolozsvárról. In: Madarassy. 2011
- A regiza Aida în anul bicentenarului  Verdi la Opera Naţionala Românä Iaşi. Opera Naţionala Românä Iaşi, 2013